# Nissan
A Nissan Motor Company Ltd. egy japán járműgyártó vállalat.

## Története
A Nissan pályafutása az 1930-as évek elején kezdődött el, amikor Japánban megalakult a Jidosha-Seido Ltd, amely Datsun néven kezdett el autókat készíteni. 1934-ben a Nikon Sangyo Co. kizárólagos tulajdont szerzett a cégben, ekkor a cég neve Nissan Motor Co lett, rá egy év múlva, 1935-ben Jokohamában beindult az autógyártás. Ekkor már a személyautók mellett haszongépjárműveket, autóbuszokat is készítettek, de továbbra is Datsun néven. A második világháború alatt a katonai igények kielégítésére a termelés felfutott. Elérte az évi 20 ezer darabot.
A háború után 1947-ben indult újra a gyártás, még mindig Datsun néven.
A háború tapasztalata segítette a céget, hogy 1951-ben megalkossa az azóta is világhírű modelljét, a Patrolt. 1959-ben lépett színre a Datsun Bluebird, amely azonnal nemzetközi sikert hozott. Rá pár évre már a Amerikában is megnyitották a képviseletet. Ezzel párhuzamosan megindul az európai értékesítés is, amely után a cég kezdi magát bebetonozni Európába. Fuzionált a Prince Motor Company-val, és már közösen ismét olyan sikeres modelleket hoztak létre, mint a Skyline és a Gloria.
1969-ben megépítik a Z240-es modellt, majd pár évre rá a sikeres Sunny-t, amely a nagy olajválság idején az alacsony fogyasztásával aratott sikert. 1980-ban a barcelonai Motor Iberica S.A.-ban jut részesedéshez, majd Tennessee-ben létrejön a Nissan Motor Manufacturing Corporation USA.
1983-ban az Iberica S.A.-nál megindul a Patrol gyártása, majd az export járműveket is Nissan néven kezdik el értékesíteni.
1984-ben az angliai Sunderland-ben megalakul a Nissan Manufactoring UK. Ltd. melynek futószalagjáról két év múlva legördül az első Bluebirds. Két év múlva megalakul a Nissan Európai Technikai Központ is.
Európában hatalmas fejlődés következett be az 1990-es években. Megkezdődik a Micra, az Almera és a Primera gyártása és exportja a világ minden tájára. Még Japánba is exportálnak autókat.
1999-ben a cég szövetséget kötött a francia Renault-val, ezzel létrejött a világ 4. legnagyobb autóipari csoportja. A veszteséges Nissan nyereségessé vált és képes lett több új modellt bevezetni a piacra.

Nissan gyárak a világon

## Modelljei
| - 370Z - 370Z Roadster - Ariya (Elektromos autó) - Atleon (Tehergépkocsi) - Bluebird - Cabstar (Tehergépkocsi) - Cherry - GT-R - Juke - Leaf (Elektromos autó) - Micra - Murano - Navara - Note - NT500 (Tehergépkocsi) - Pathfinder - Qashqai - Qashqai+2 - Sunny - X-Trail - Almera | - Roox - Moco - Otti - Clipper Rio - Kix - Cube - Tiida - Bluebird Sylphy - Skyline - Skyline Coupé - Skyline Crossover - Fuga - Nissan Teana - Wingroad - Lafesta - Serena - Elgrand | - Versa - Sentra - Altima - Altima Coupé - Nissan Maxima - Rogue - Nissan Murano - Pulsar - Murano CrossCabrio - XTerra - Pathfinder - Armada - Nissan Titan - Quest - GT-R | - Nissan Sunny - Teana - Nissan Livina - Geniss |

## Galéria

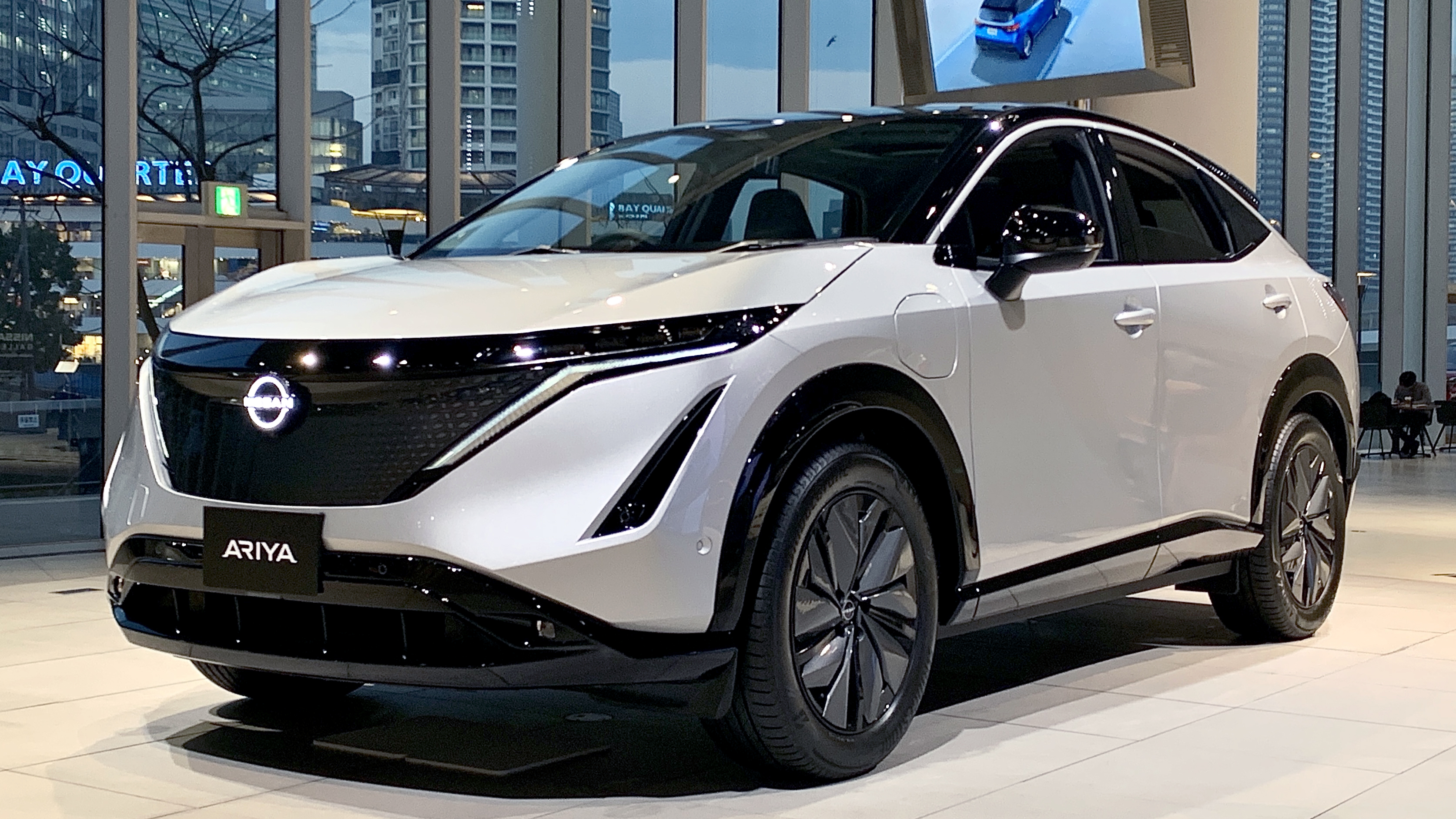
Az elektromos meghajtású Nissan Ariya
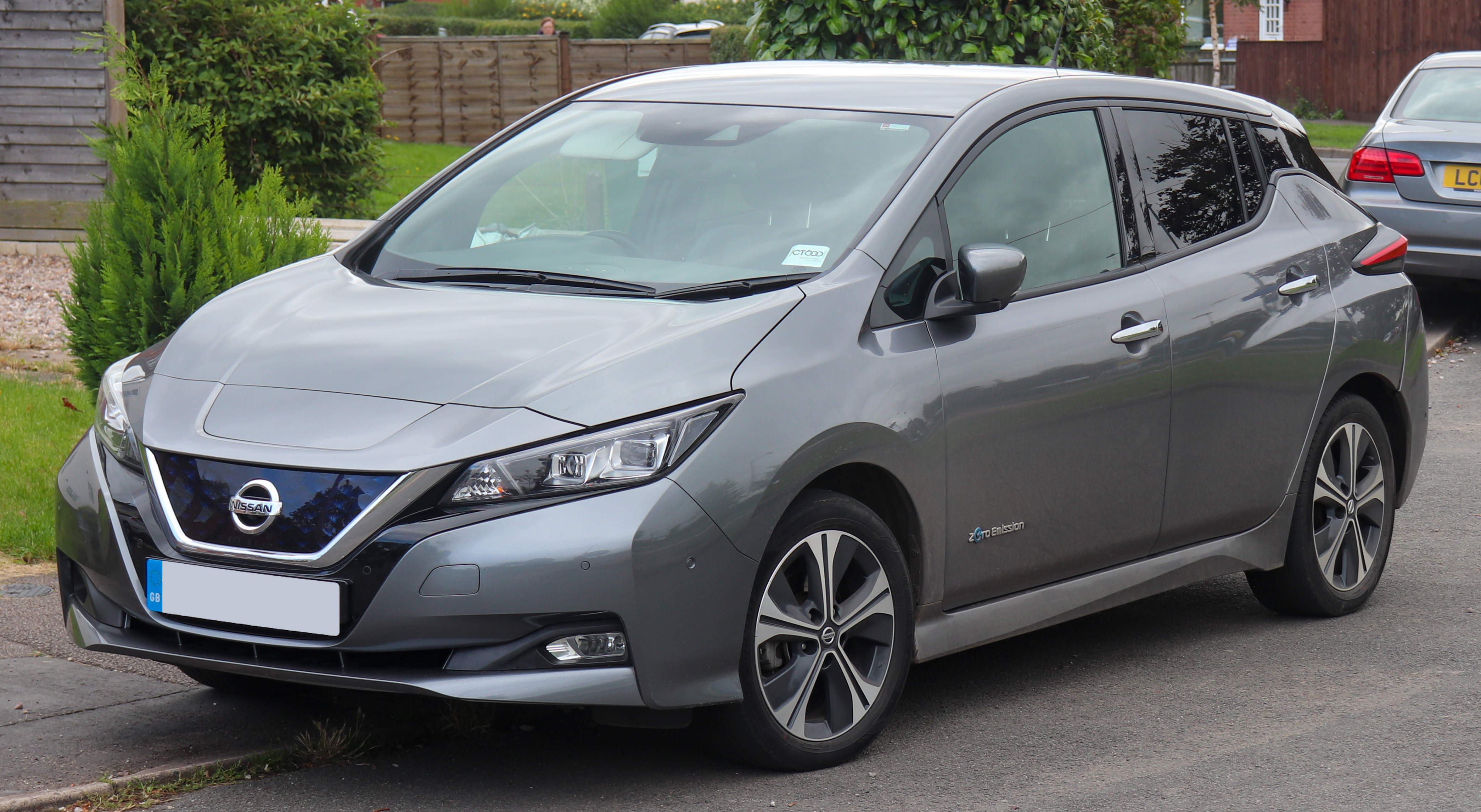
Az elektromos meghajtású Nissan Leaf
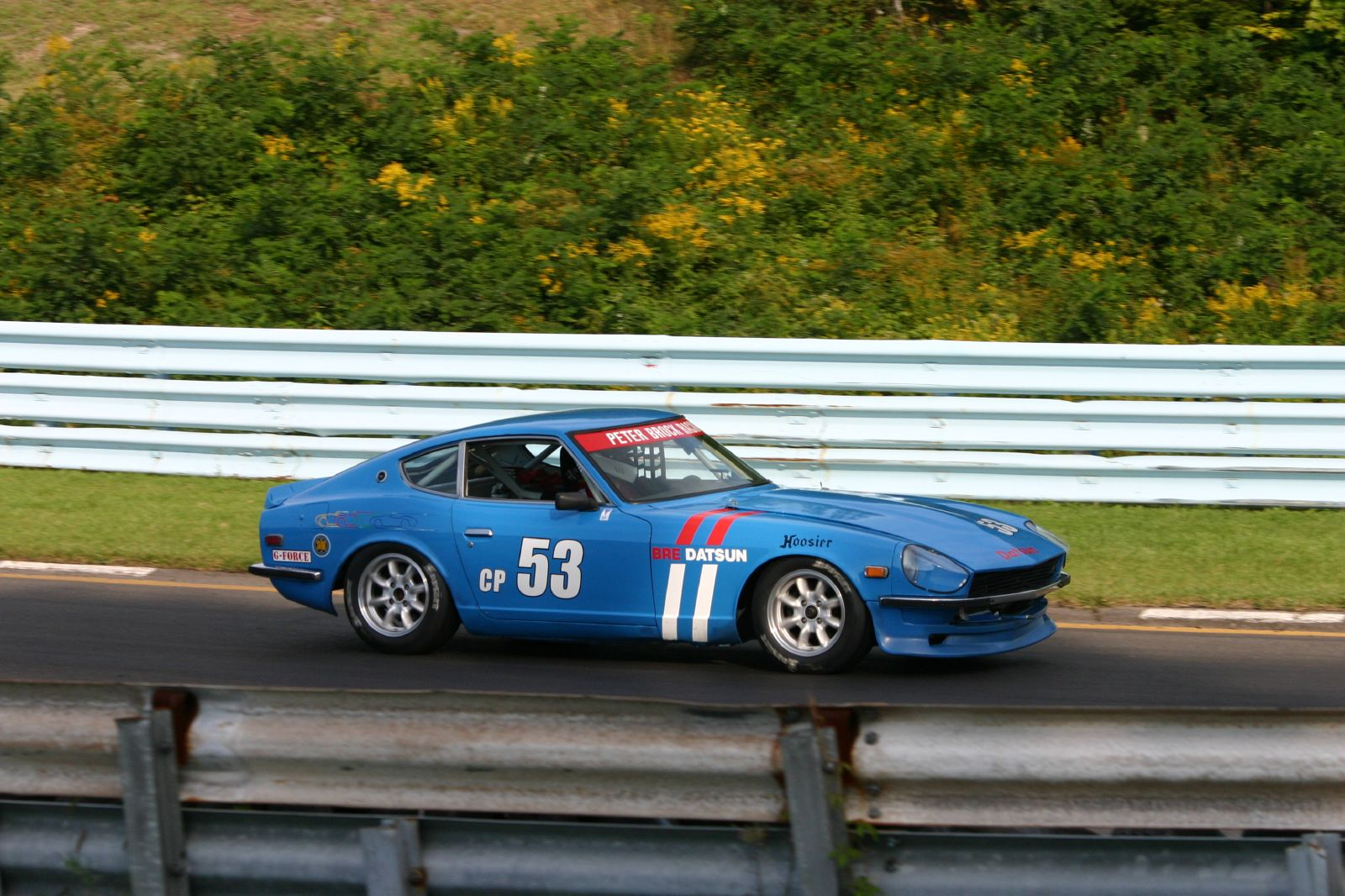
Datsun 240Z
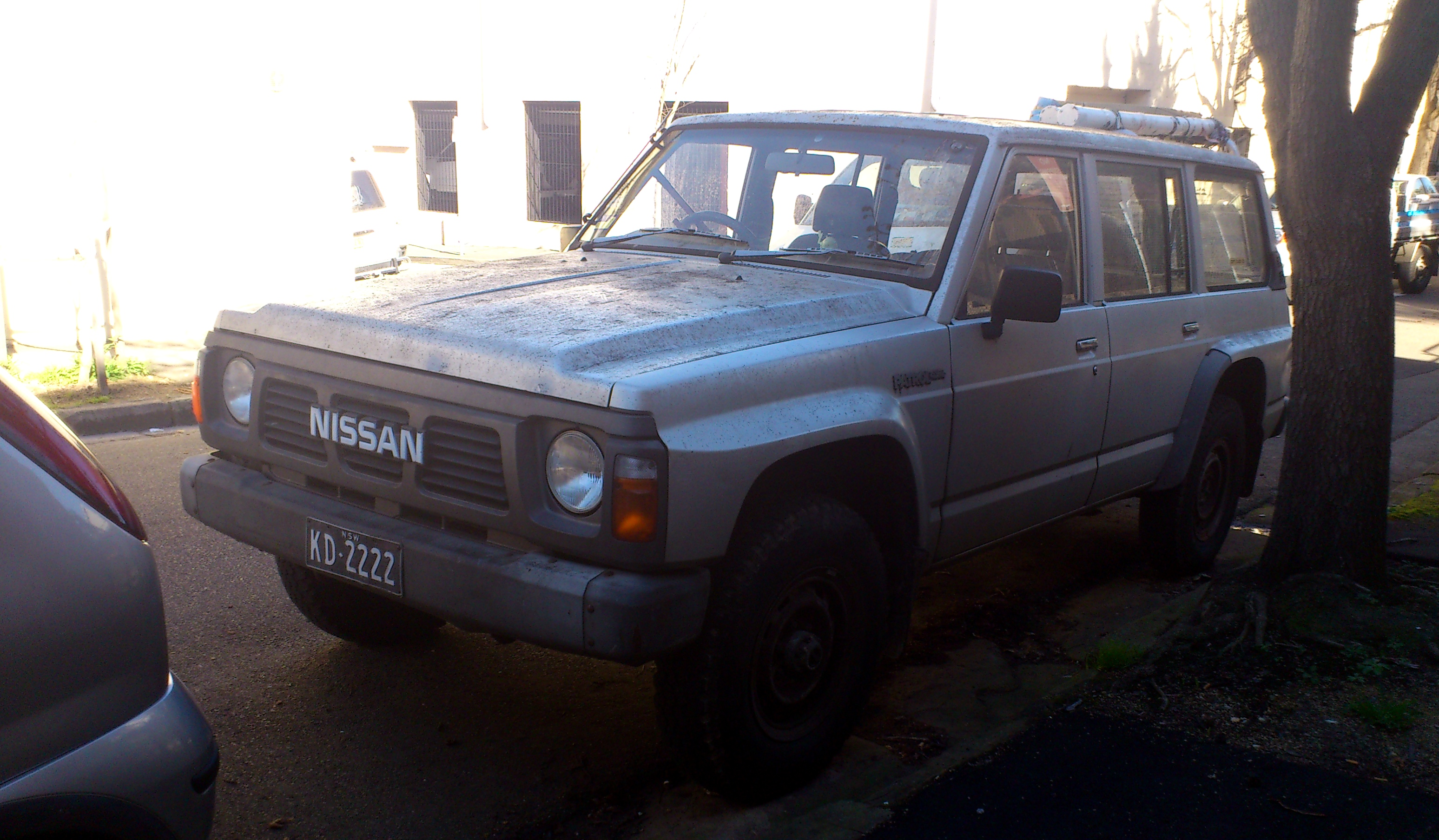
Nissan Patrol
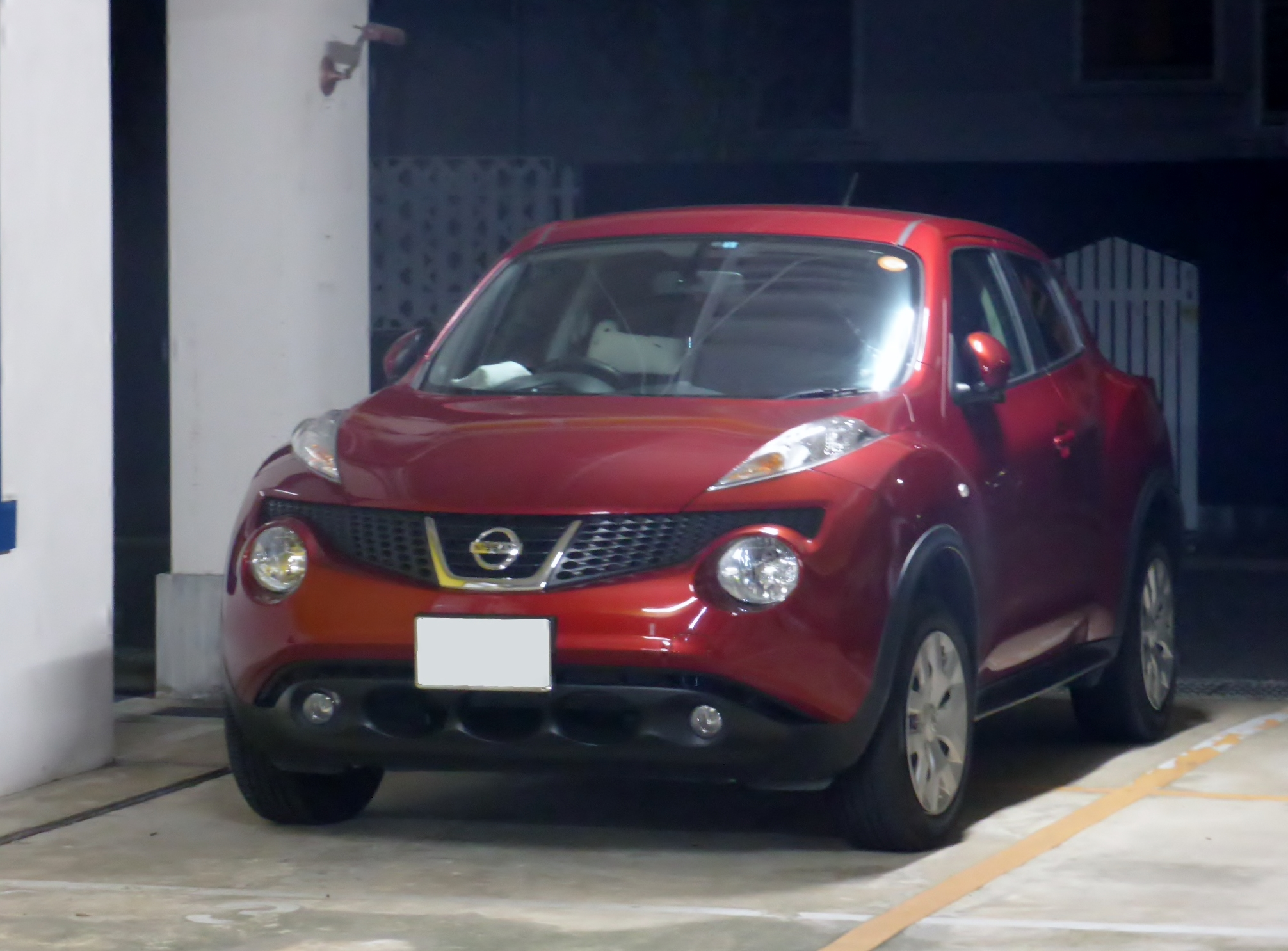
Nissan Juke
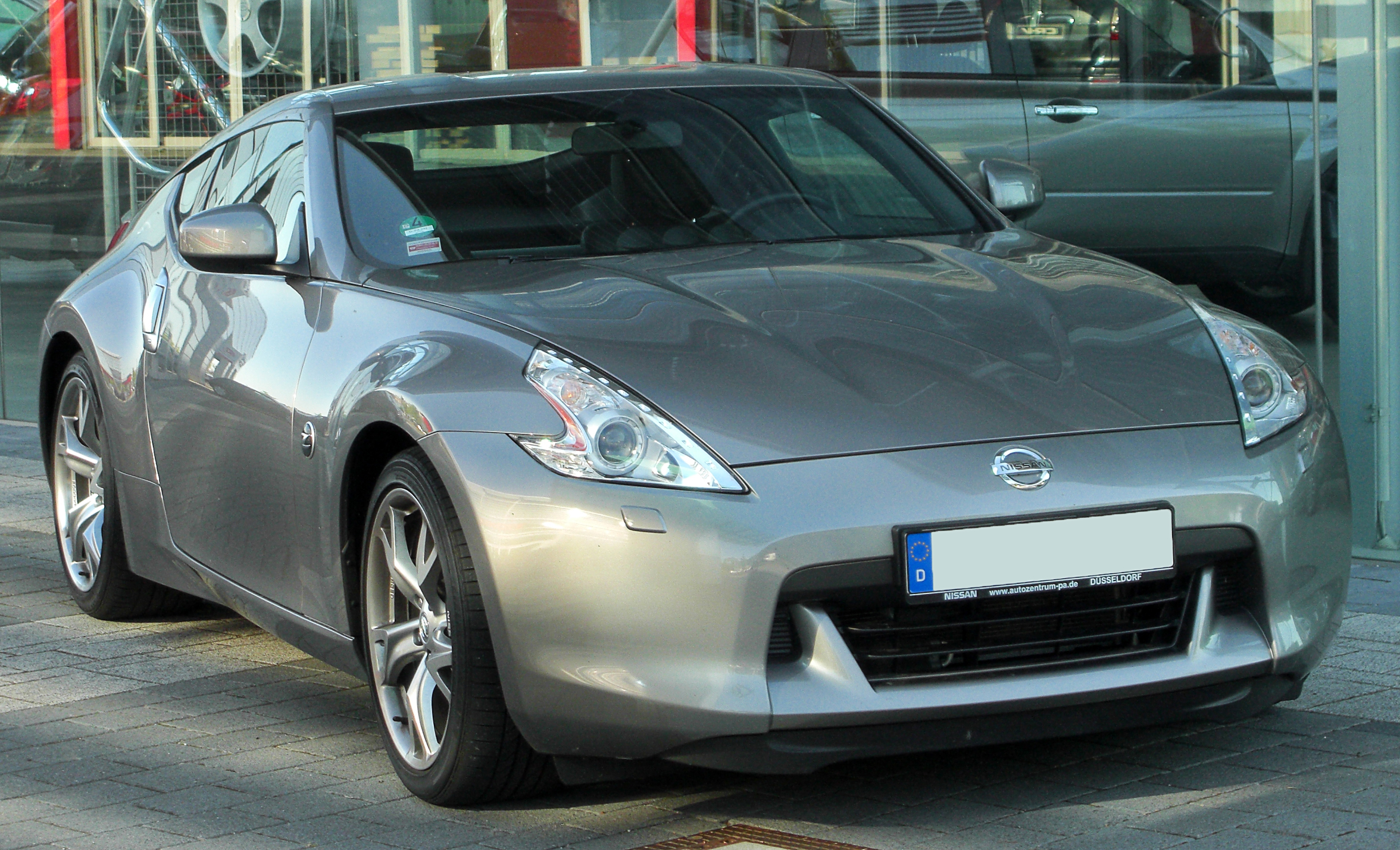
Nissan 370Z
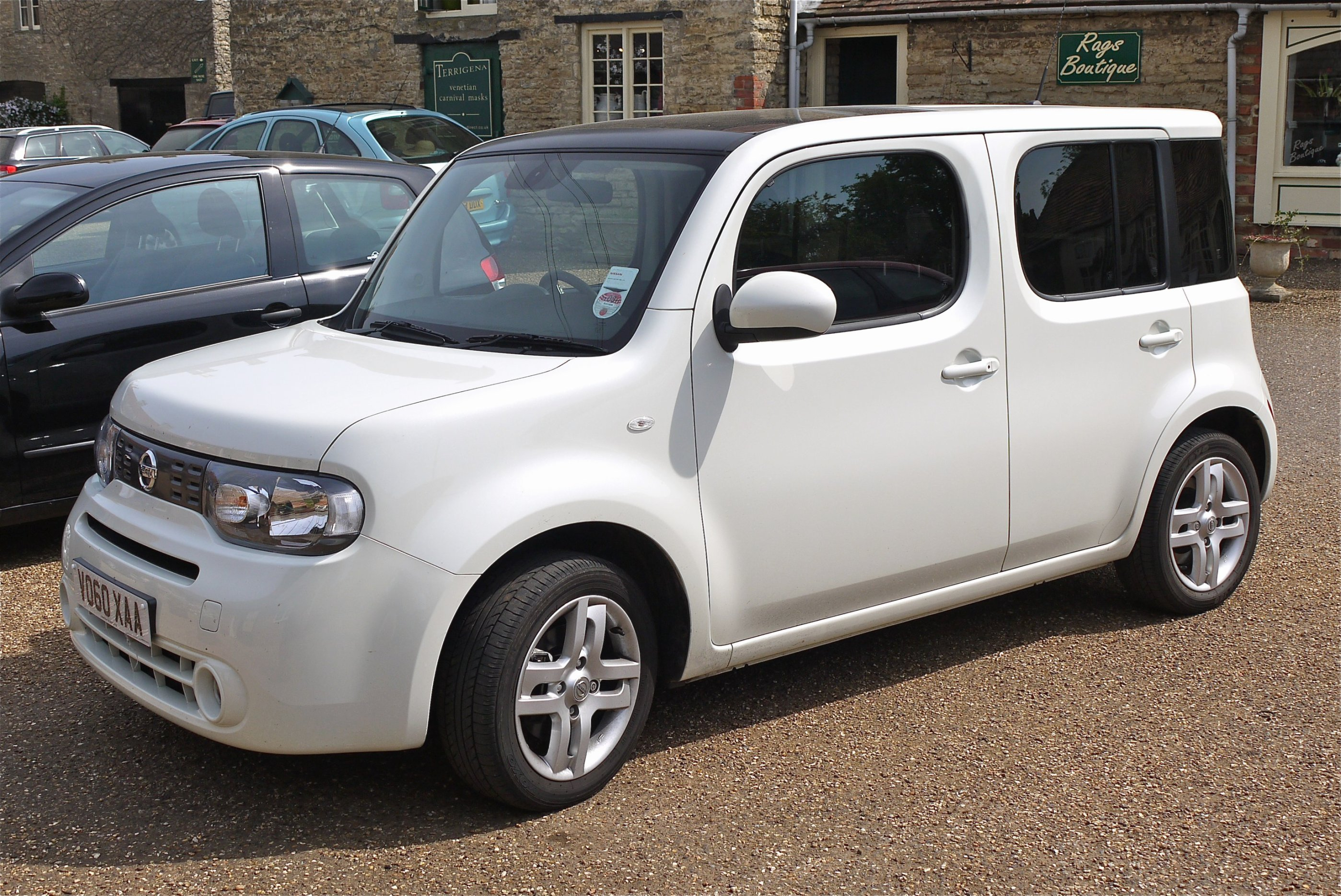
Nissan Cube
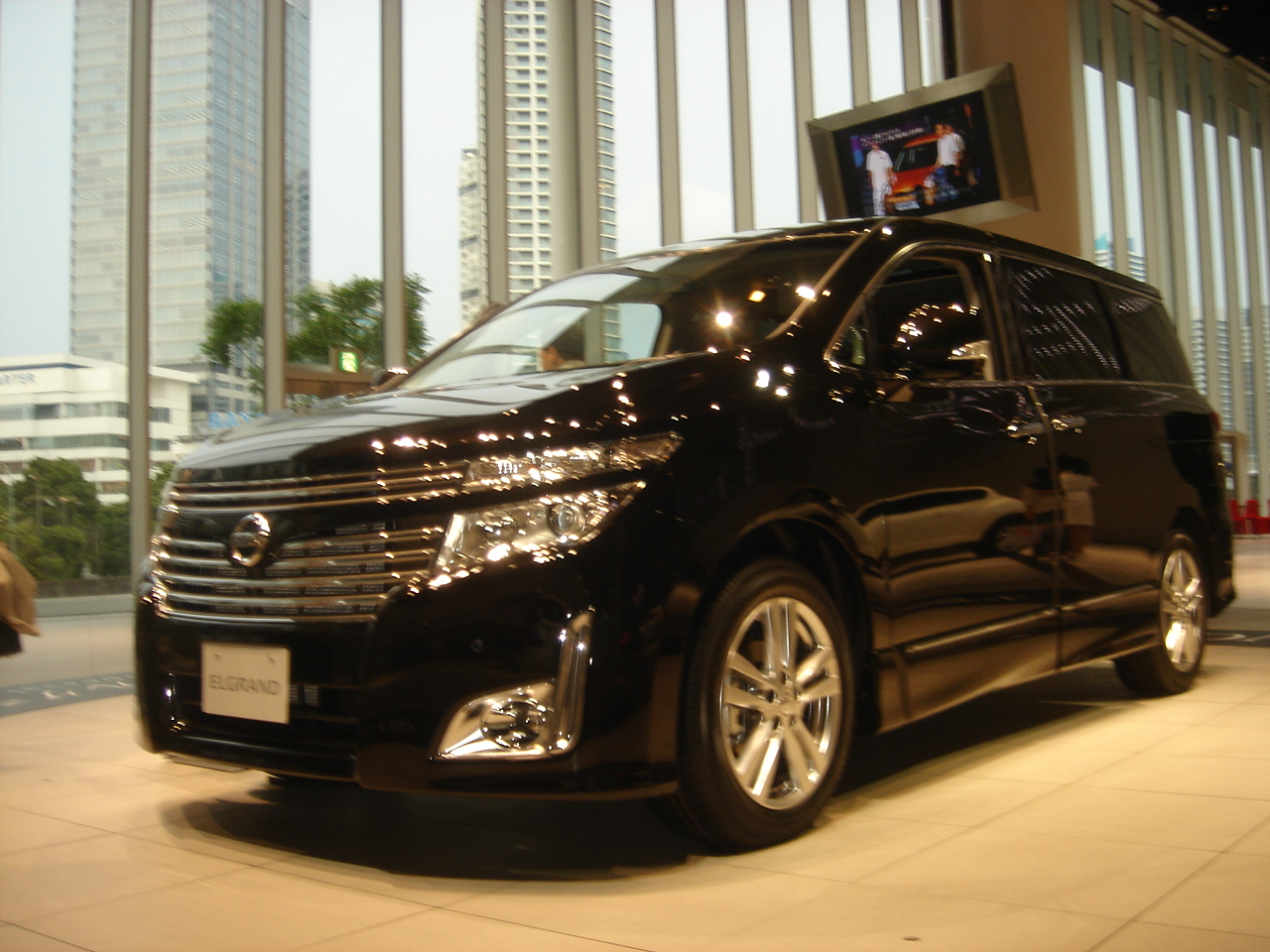
Nissan Elgrand
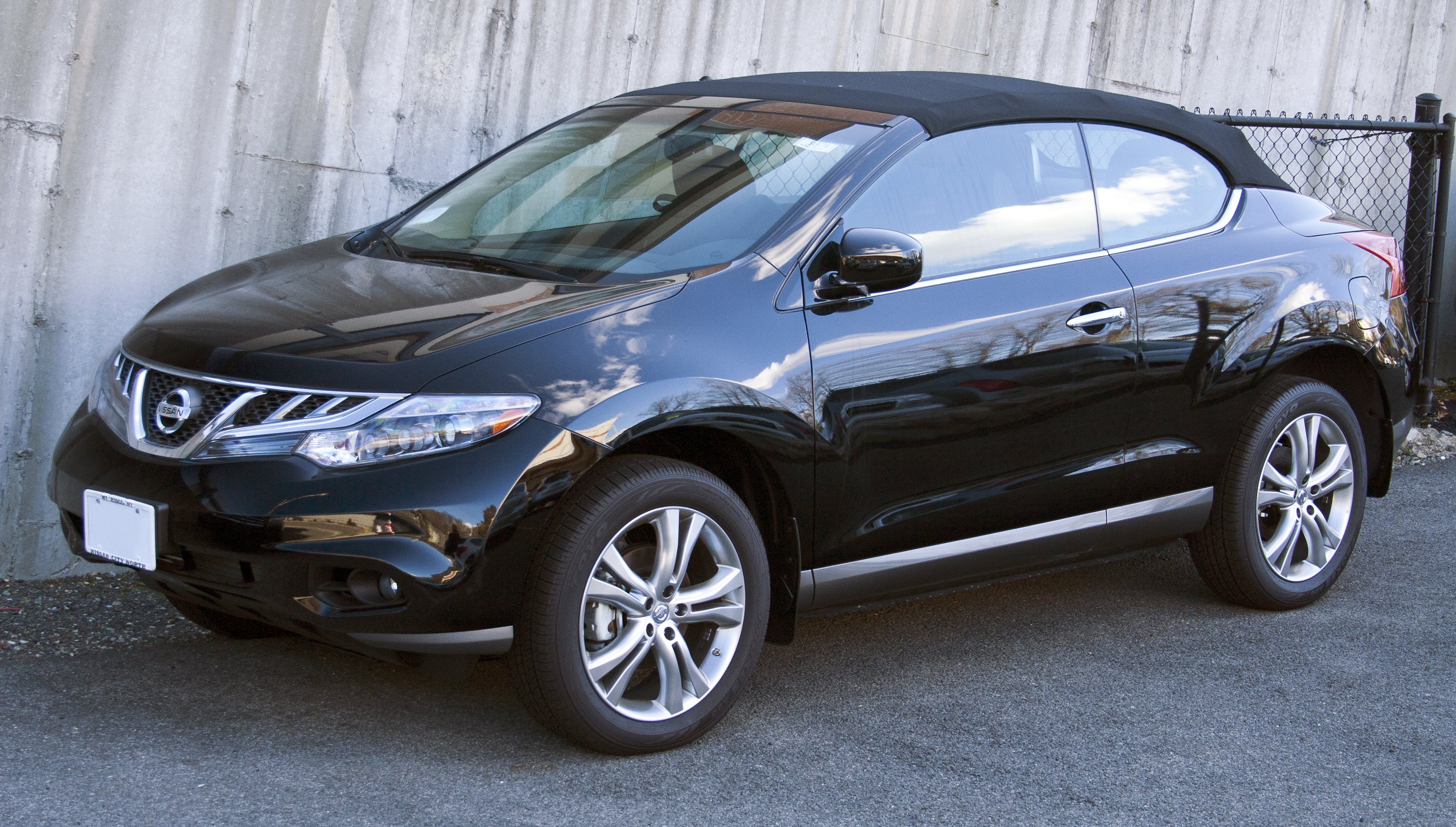
Nissan Murano CrossCabriolet
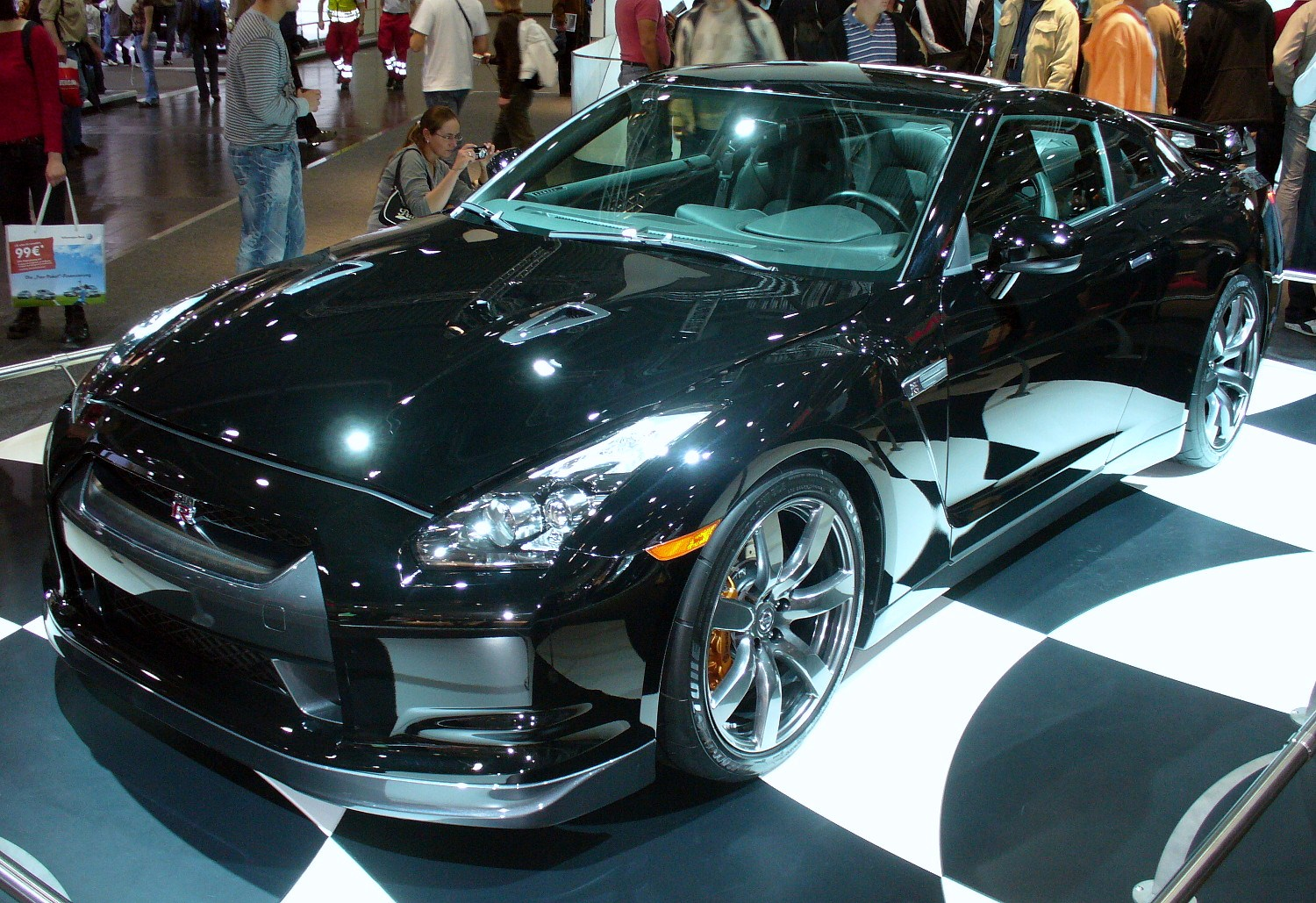
Nissan GT-R